# Najwa Nimri
Najwa Nimri Urrutikoetxea (Pamplona, 14 de febrero de 1972) es una actriz y cantante española. 
Comenzó a actuar a mediados de los años noventa y desde entonces ha desarrollado una amplia carrera en el cine y la televisión. Trabajó en las películas Salto al vacío, Abre los ojos, Los amantes del círculo polar, Lucía y el sexo, También la lluvia, El árbol de la sangre o La virgen roja. Saltó a la fama internacional por sus papeles en las series La casa de papel, Vis a vis y Sagrada familia'.
Por su trabajo ha ganado dos Fotogramas de Plata, dos Premios Ondas, un Premio Platino, la Espiga de Honor en la Semana Internacional de Cine de Valladolid y el Gran Premio Honorífico en el Festival de Cine de Sitges, entre muchos otros galardones. 
Como cantante, ha publicado siete álbumes con el grupo Najwajean (integrado también por Carlos Jean) y ocho álbumes en solitario.

## Biografía
De padre jordano y madre vasca, de pequeña se trasladó a Santutxu (Bilbao) y vive actualmente en Madrid.
Entre 1995 y el año 2000 estuvo casada con el director de cine Daniel Calparsoro, al que conoció durante el rodaje de la película Salto al vacío. En 2004 nació su primer y único hijo, Teo Nabil, la identidad de cuyo padre ha mantenido oculta.En la actualidad, Su pareja es José Mendes Vieira.

## Trayectoria
Se dio a conocer como actriz gracias a su papel en Salto al vacío, la primera película del cineasta barcelonés Daniel Calparsoro. En cuanto a su carrera musical, antes de su primera incursión en la pantalla, Najwa Nimri cantaba como parte del coro de Respect (música soul) y de Clan Club (jazz) y más tarde formó, junto a Carlos Jean, el grupo Najwajean. Con esta formación editó No Blood (1998), Selection (2002), Ten Years After (2007) y Till It Breaks (2008), además de las bandas sonoras de Asfalto, Guerreros y 20 centímetros. El disco No Blood incluye el conocido sencillo Dead for you que es la sintonía del programa de cine español Versión Española de Televisión Española. En solitario publicó Carefully (2001), Mayday (2003) y Walkabout (2006) con sus respectivas ediciones especiales.
En 2010 salió a la venta su primer álbum en español, en solitario, titulado El último primate, que contó con la producción de Alfonso Pérez, la propia Najwa y la colaboración de Raúl Santos. En 2012 publicó un nuevo álbum de estudio en solitario, un disco bajo el nombre de Donde rugen los volcanes donde volvió a contar con la participación de Raúl Santos, y en él que la cantante retoma los sonidos al estilo electrónico minimalista y de pasado acústico. Todas las canciones del álbum estaban cantadas en español. A finales de abril de ese mismo año, Najwa lanzó el videoclip de Donde rugen los volcanes, primer sencillo del álbum, rodado en la isla de Lanzarote, bajo la dirección de Virgili Jubero. En 2014 publica su último trabajo, titulado Rat Race. El disco consta de diez piezas de música electrónica, bailables, creadas junto a Matías Eisen y Didi Gutman (Brazilian Girls).
Aunque había estudiado interpretación, Najwa solo había trabajado en un corto de Santiago Segura. Fue cuando el director Daniel Calparsoro le pidió que diera un Salto al vacío, nombre de la película que interpretaría junto a él. Continuó su carrera cinematográfica de la mano de Alejandro Amenábar, que la unió a Penélope Cruz y Eduardo Noriega en Abre los ojos, en el mismo rol que más tarde haría Cameron Díaz en la versión estadounidense. A este le siguieron trabajos como actriz en A ciegas de nuevo con Daniel Calparsoro; Los amantes del círculo polar, Lucía y el sexo y Habitación en Roma de Julio Medem; El método de Marcelo Piñeyro; Mataharis y También la lluvia ambas de Icíar Bollaín; y Verbo de Eduardo Chapero-Jackson.
En febrero de 2014 fue portada de la revista Interviú. También ese año se reencontró con Carlos Jean en el mes de junio para ofrecer un concierto en el Día de la Música en Matadero Madrid y decidieron realizar una gira de Najwajean, que empezó en 2015. En 2015 debutó en televisión interpretando a Zulema Zahir, la principal antagonista de la serie de género carcelario Vis a vis, producida por Globomedia para Antena 3, en sus dos primeras temporadas, y para FOX España, en sus dos últimas. En 2017 se subió a los escenarios teatrales con el musical sobre vampiros Drac Pack.
En 2018 protagonizó Quién te cantará, dirigida por Carlos Vermut, por la que es nominada a un Premio Goya en la categoría de mejor interpretación femenina protagonista y repitió con Julio Medem en El árbol de la sangre. En 2019 se unió al elenco de la exitosa serie de Netflix La casa de papel, en la que da vida a la inspectora Alicia Sierra, a partir de la tercera parte, repitiendo su rol en la cuarta y quinta parte. También se anunció su participación, junto a la de Maggie Civantos, en Vis a vis: El Oasis, spin-off de Vis a vis, que se estrenó en FOX España en el mes de abril de 2020. En 2021, Netflix anunció a la actriz como presentadora del programa original de la plataforma Insiders.
Durante el verano de 2023, Prime Video divulgó que protagonizaría el largometraje La virgen roja, dirigido por Paula Ortiz en torno a la vida de Hildegart Rodríguez Carballeira, encarnando a Aurora Rodríguez Carballeira.

## Filmografía

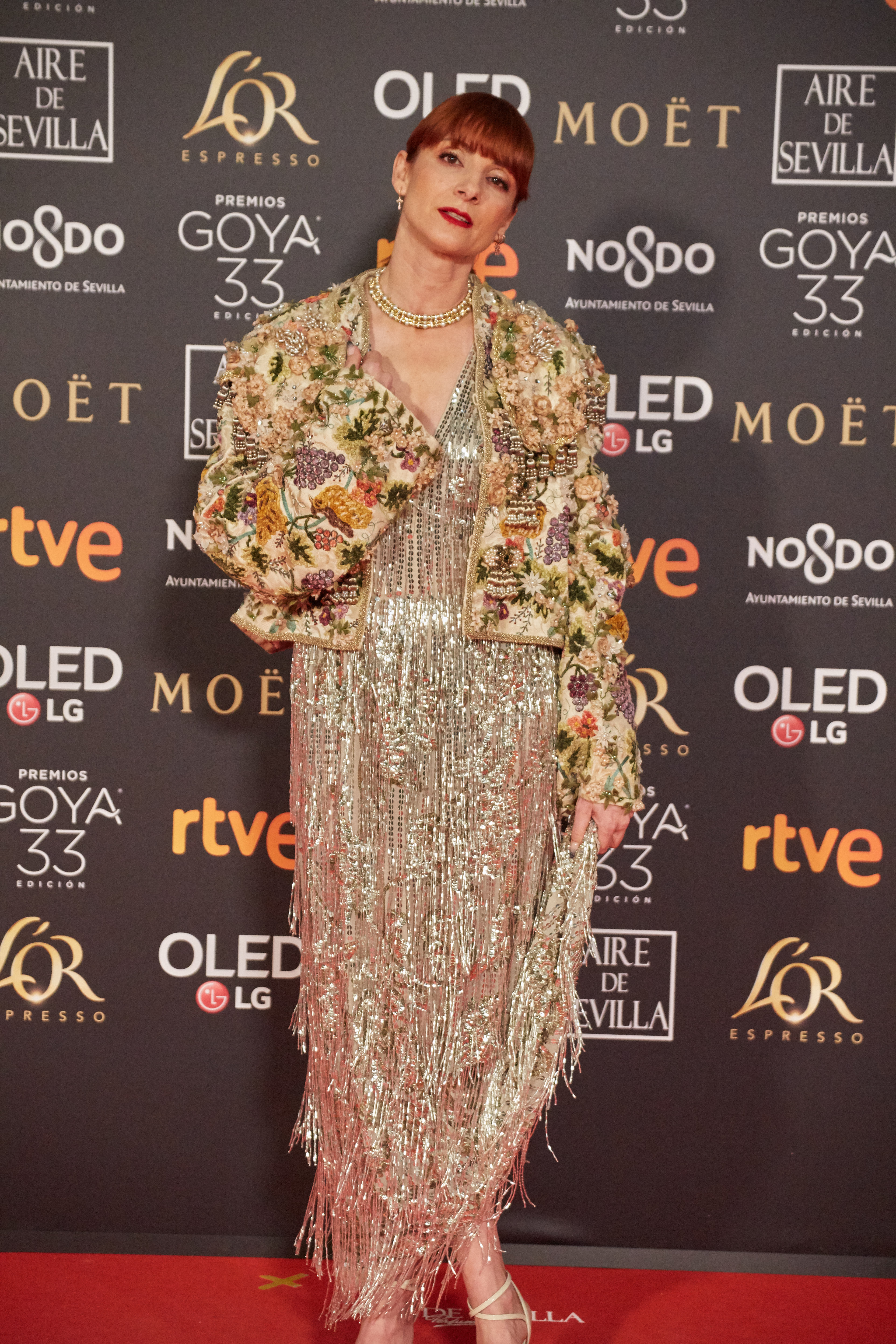
Nimri en los Premios Goya 2019.

### Cine
| Año  | Título                         | Personaje            | Dirección                                 |
| ---- | ------------------------------ | -------------------- | ----------------------------------------- |
| 1995 | Salto al vacío                 | Álex                 | Daniel Calparsoro                         |
| 1996 | Pasajes                        | Gabi                 | Daniel Calparsoro                         |
| 1997 | Abre los ojos                  | Nuria                | Alejandro Amenábar                        |
| 1997 | A ciegas                       | Marrubi              | Daniel Calparsoro                         |
| 1998 | Los amantes del Círculo Polar  | Ana Joven            | Julio Medem                               |
| 1999 | The Citizen                    | Novia de guerrillero | Jay Anania                                |
| 2000 | Antes que anochezca            | Fina Zorilla Ochoa   | Julian Schnabel                           |
| 2000 | Asfalto                        | Lucía                | Daniel Calparsoro                         |
| 2001 | Fausto 5.0                     | Julia                | Isidro Ortiz, Álex Olle y Carlos Padrissa |
| 2001 | Lucía y el sexo                | Elena                | Julio Medem                               |
| 2002 | Piedras                        | Leire                | Ramón Salazar                             |
| 2003 | Utopía                         | Ángela               | María Ripoll                              |
| 2004 | A + (Amas)                     | Dam                  | Xabier Ribera                             |
| 2004 | Agentes secretos               | María Menéndez       | Frédéric Schoendoerffer                   |
| 2005 | El método                      | Nieves               | Marcelo Piñeyro                           |
| 2005 | 20 centímetros                 | La Conejo            | Ramón Salazar                             |
| 2006 | Trastorno                      | Natalia              | Fernando Cámara                           |
| 2006 | Las vidas de Celia             | Celia                | Antonio Chavarrías                        |
| 2007 | Mataharis                      | Eva                  | Icíar Bollaín                             |
| 2007 | Oviedo Express                 | Bárbara              | Gonzalo Suárez                            |
| 2010 | También la lluvia              | Isabel la católica   | Icíar Bollaín                             |
| 2010 | Todo lo que tú quieras         | Marta                | Achero Mañas                              |
| 2010 | Route Irish                    | Marisol              | Ken Loach                                 |
| 2010 | Habitación en Roma             | Edurne               | Julio Medem                               |
| 2011 | Verbo                          | Inés                 | Eduardo Chapero-Jackson                   |
| 2013 | The Wine of Summer             | Ana                  | Maria Matteoli                            |
| 2013 | 10.000 noches en ninguna parte | Claudia              | Ramón Salazar                             |
| 2018 | Quién te cantará               | Lila                 | Carlos Vermut                             |
| 2018 | El árbol de la sangre          | Macarena             | Julio Medem                               |
| 2024 | La virgen roja                 | Aurora Rodríguez     | Paula Ortiz                               |

### Televisión

#### Series
| Año                  | Título              | Personaje                   | Cadena                | Notas                          |
| -------------------- | ------------------- | --------------------------- | --------------------- | ------------------------------ |
| 2015–2016; 2018–2019 | Vis a vis           | Zulema Zahir                | Antena 3 / FOX España | Elenco principal; 40 episodios |
| 2019–2021            | La casa de papel    | Alicia Sierra               | Netflix               | Elenco principal; 26 episodios |
| 2020                 | Vis a vis: El Oasis | Zulema Zahir                | FOX España            | Elenco principal; 8 episodios  |
| 2022–2023            | Sagrada familia     | Gloria Román / Julia Santos | Netflix               | Elenco principal; 16 episodios |
| 2023                 | 30 monedas          | Haruka                      | HBO Max               | Elenco principal; 8 episodios  |
| 2023                 | Berlín              | Alicia Sierra               | Netflix               | Estrella invitada; 3 episodios |
| 2024–presente        | Respira             | Patricia Segura             | Netflix               | Elenco principal; ¿? episodios |
| 2025                 | Punto Nemo          | Joana                       | Prime Video           | Estrella invitada; 2 episodios |

#### Programas
| Año        | Título         | Función      | Cadena         | Notas        |
| ---------- | -------------- | ------------ | -------------- | ------------ |
| 2018; 2020 | La resistencia | Invitada     | Movistar Plus+ | 2 programas  |
| 2021–2022  | Insiders       | Presentadora | Netflix        | 14 programas |
| 2024       | La revuelta    | Invitada     | La 1           | 1 programa   |

## Teatro
- Antígona de Jean Anouilh (2013), dirigida por Rubén Ochandiano.[21]
- Drac Pack (2015-2016), espectáculo musical escrito por Najwa Nimri.[22]

## Discografía

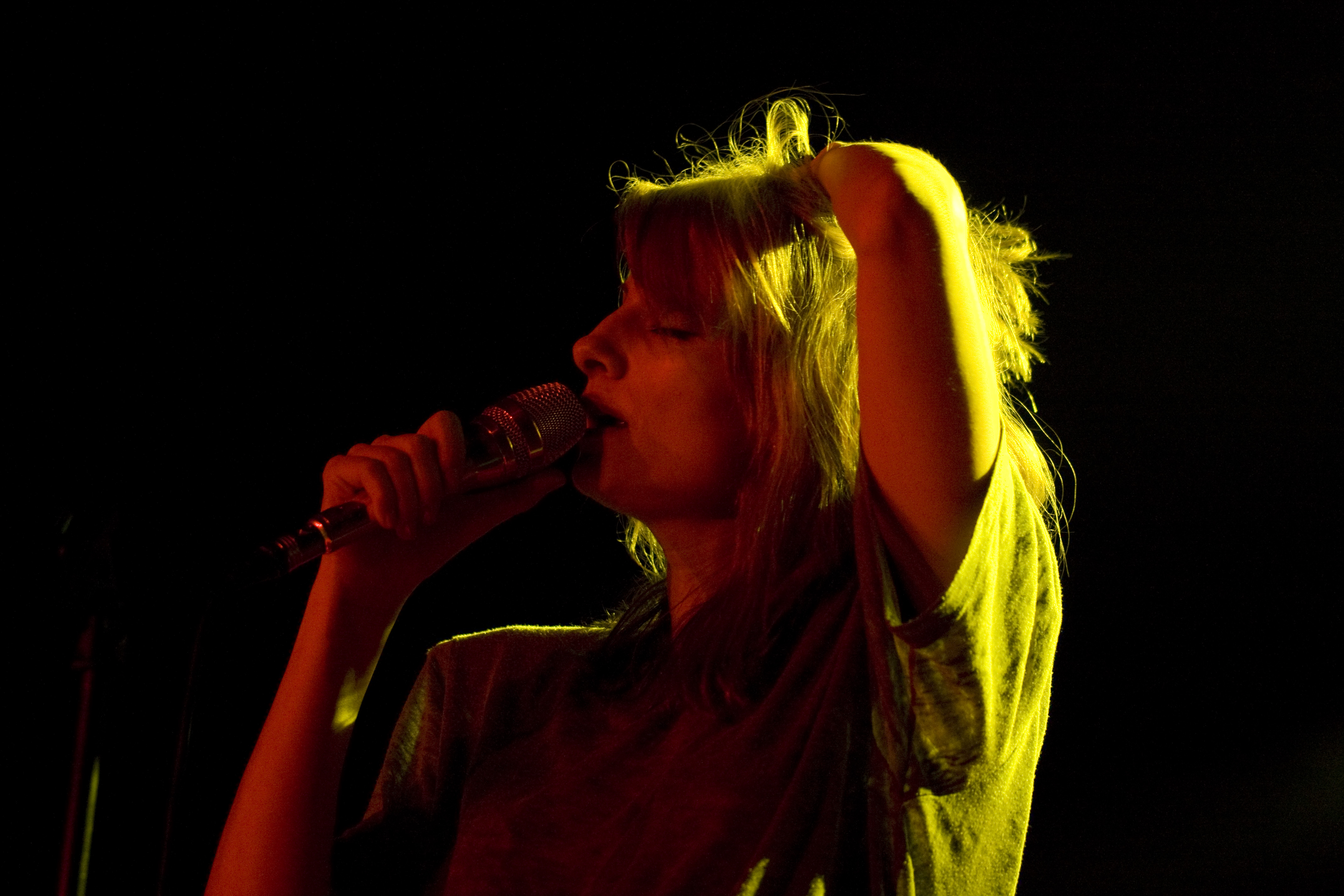
Nimri en un concierto en 2010.

### Con Carlos Jean en el grupo Najwajean
- 1998: No blood
- 2000: Asfalto (BSO)
- 2002: Selection
- 2002: Guerreros (BSO)
- 2007: 10 Years After
- 2008: Till it breaks
- 2015: Bonzo

### En solitario
- 2001: Carefully
- 2003: Mayday
- 2006: Walkabout
- 2010: El último primate
- 2012: Donde rugen los volcanes
- 2014: Rat Race
- 2020: Viene de largo
- 2021: Ama

### Recopilatorios
- 2020: Hey boys, girls. Colección definitiva

## Publicidad
- Anuncio de ONCE (1999)
- Campaña de los 75 años de RENFE (2016)
- Anuncio Euskaltel (2016)
- Anuncio canal televisión Ten (2016)
- Anuncio perfume Adolfo Domínguez ÚNICA (2017)
- Imagen de Desigual (colección AW19 con piezas de la cápsula diseñada por Mr. Christian Lacroix)
- Publicidad para Chanel (Festival de Málaga, 2018)
- Cortometraje para Audi, La octava dimensión, dirigido por Kike Maíllo (2018)

## Premios y nominaciones
| Premio                                              | Año  | Categoría                                             | Trabajo nominado                           | Resultado | Ref.   |
| --------------------------------------------------- | ---- | ----------------------------------------------------- | ------------------------------------------ | --------- | ------ |
| Angers European First Film Festival                 | 1995 | Premio Jean Carmet                                    | Salto al vacío                             | Ganadora  | [ 23 ] |
| Festival de Cine de Sitges                          | 2020 | Gran Premio Honorífico                                | Gran Premio Honorífico                     | Ganadora  | [ 23 ] |
| Festival de Málaga de Cine Español                  | 2005 | Biznaga de Plata: Mejor música                        | 20 centímetros                             | Ganadora  | [ 23 ] |
| Fotogramas de Plata                                 | 1998 | Mejor actriz de cine                                  | Los amantes del Círculo Polar              | Nominada  | [ 23 ] |
| Fotogramas de Plata                                 | 2016 | Mejor actriz de televisión                            | Vis a vis                                  | Nominada  | [ 23 ] |
| Fotogramas de Plata                                 | 2018 | Mejor actriz de televisión                            | Vis a vis                                  | Ganadora  | [ 23 ] |
| Fotogramas de Plata                                 | 2018 | Mejor actriz de cine                                  | Quién te cantará                           | Nominada  | [ 23 ] |
| Fotogramas de Plata                                 | 2021 | Mejor actriz de televisión                            | La casa de papel                           | Ganadora  | [ 23 ] |
| Fotogramas de Plata                                 | 2022 | Mejor actriz de televisión                            | Sagrada familia                            | Nominada  | [ 23 ] |
| Medallas del Círculo de Escritores Cinematográficos | 2007 | Mejor actriz                                          | Mataharis                                  | Nominada  | [ 23 ] |
| Medallas del Círculo de Escritores Cinematográficos | 2019 | Mejor actriz                                          | Quién te cantará                           | Nominada  | [ 23 ] |
| Medallas del Círculo de Escritores Cinematográficos | 2024 | Mejor actriz                                          | La virgen roja                             | Nominada  | [ 23 ] |
| Premios Feroz                                       | 2017 | Mejor actriz protagonista en una serie                | Vis a vis                                  | Nominada  | [ 23 ] |
| Premios Feroz                                       | 2019 | Mejor actriz protagonista en una serie                | Vis a vis                                  | Nominada  | [ 23 ] |
| Premios Feroz                                       | 2022 | Mejor actriz de reparto en una serie                  | La casa de papel                           | Nominada  | [ 23 ] |
| Premios Goya                                        | 1998 | Mejor interpretación femenina protagonista            | Los amantes del Círculo Polar              | Nominada  | [ 23 ] |
| Premios Goya                                        | 2000 | Mejor música original                                 | Asfalto                                    | Nominada  | [ 23 ] |
| Premios Goya                                        | 2001 | Mejor interpretación femenina de reparto              | Lucía y el sexo                            | Nominada  | [ 23 ] |
| Premios Goya                                        | 2002 | Mejor canción original                                | «Human Monkeys» - Guerreros                | Nominada  | [ 23 ] |
| Premios Goya                                        | 2019 | Mejor interpretación femenina protagonista            | Quién te cantará                           | Nominada  | [ 23 ] |
| Premios Iris                                        | 2015 | Mejor interpretación femenina                         | Vis a vis                                  | Nominada  | [ 23 ] |
| Premios Iris                                        | 2020 | Mejor interpretación femenina                         | Vis a vis: El Oasis                        | Nominada  | [ 23 ] |
| Premios Ondas                                       | 1998 | Mejor actriz de cine                                  | Los amantes del Círculo PolarAbre los ojos | Ganadora  | [ 23 ] |
| Premios Ondas                                       | 2015 | Mejor intérprete femenina de ficción nacional         | Vis a vis                                  | Ganadora  | [ 23 ] |
| Premios Platino                                     | 2019 | Mejor interpretación femenina en teleserie            | Vis a vis                                  | Nominada  | [ 23 ] |
| Premios Platino                                     | 2021 | Mejor interpretación femenina de reparto en teleserie | La casa de papel                           | Nominada  | [ 23 ] |
| Premios Platino                                     | 2022 | Mejor interpretación femenina de reparto en teleserie | La casa de papel                           | Ganadora  | [ 23 ] |
| Semana Internacional de Cine de Valladolid          | 2019 | Espiga de Honor                                       | Espiga de Honor                            | Ganadora  | [ 23 ] |
| Unión de Actores y Actrices                         | 1998 | Mejor interpretación protagonista de cine             | Los amantes del Círculo Polar              | Nominada  | [ 23 ] |
| Unión de Actores y Actrices                         | 2001 | Mejor interpretación secundaria de cine               | Lucía y el sexo                            | Nominada  | [ 23 ] |
| Unión de Actores y Actrices                         | 2015 | Mejor actriz protagonista de televisión               | Vis a vis                                  | Nominada  |        |
| Unión de Actores y Actrices                         | 2016 | Mejor actriz protagonista de televisión               | Vis a vis                                  | Nominada  |        |